# Gaia Peron
Gaia Peron (Forlimpopoli, 25 de noviembre de 1986) es una deportista italiana que compitió en acuatlón. Ganó una medalla de bronce en el Campeonato Mundial de Acuatlón de 2010.

## Palmarés internacional
| Campeonato Mundial | Campeonato Mundial  | Campeonato Mundial | Campeonato Mundial |
| Año                | Lugar               | Medalla            | Prueba             |
| ------------------ | ------------------- | ------------------ | ------------------ |
| 2010               | Budapest ( Hungría) | Medalla de bronce  | Individual         |